# Schiffswerft Hans Boost, Trier, Maschinen- und Stahlbau
Die Schiffswerft Hans Boost, Trier, Maschinen- und Stahlbau GmbH & Co. KG ist eine 1920 gegründete Werft mit Sitz in Trier.

## Geschichte
Auf der kleinen Schiffswerft im Süden der Stadt wurden bis 1949 über 27 Moselfähren, Kies- und Fährnachen, Motorboote und Baggerschiffe gebaut. Hier wurden auch die Stahlbau- und Schlosserarbeiten aller Art durchgeführt.
Als sich um 1950 die Schiffbarmachung der Mosel anbahnte und mit dem Mosel-Vertrag von 1956 konkretisierte, entschloss sich Hans Boost, am heutigen Standort im Norden der Stadt eine neue leistungsfähigere Werft zu errichten. Der Mosel-Vertrag war ein Nachkriegs-Tauschgeschäft, in dem Frankreich das Saarland an die Bundesrepublik zurückgab und Deutschland die Moselkanalisierung auf seinem Gebiet akzeptierte.
1958 trat der Sohn des Gründers, der Schiffbau-Ing. Ernst-Eugen Boost in das Unternehmen ein, er sollte sich um die Export kümmern, der bisher brachlag. Das änderte sich und es wurde in den kommenden 25 Jahren in 17 Länder exportiert. Hinzu kamen Aufträge von der Wasserstraßen- und Schifffahrtsverwaltung des Bundes und vom Bundesamt für Wehrtechnik und Beschaffung (BWB).
Nach der Wiedervereinigung erhielt die Werft, wie auch andere Werftbetriebe, weniger Neubauaufträge und verstärkte die Aktivitäten in die anderen schiffstechnischen Bereiche wie Service, Klassearbeiten, Grundinstandsetzung, Neumotorisierung und Verlängerung von Binnenschiffen und außerdem die Konstruktion und Bau von Schiffsrümpfen für andere Werften. Außerdem wurde der Stahlbaubereich verstärkt und ausgebaut. Die Bereiche Behälterbau, Anlagenbau und Schwerlasttransportsysteme bis 1000 t Tragfähigkeit spielten neben dem Schiffbau eine wichtige Rolle und damit konnte auch die Konstruktionsabteilung erhalten werden.

## Bauprogramm
Bis 1990 wurden rund 130 neue Schiffe gebaut und abgeliefert, die bis 1970 selten mehr als 100 Ladetonnen hatten. Das Bauprogramm umfasste fast alle Binnenschiffstypen, waren es anfangs besonders kleine Schuten und Prähme, kamen ab 1964 Kranschiffe und Autofähren wie z. B. die Landskrone dazu. Nach der Moselkanalisierung wurden die Schiffe dann deutlich größer, der Binnenfrachter Stolzeneck, der 1970 abgeliefert wurde, hat bereits eine Tragfähigkeit von 1.500 t. Die 1979 und 1980 abgelieferten Binnenfrachter Franca und Vigilia haben eine Tragfähigkeit von 2850 t. 1985 wurden fünf Schleppbarkassen und von 1984 bis 1987 zwölf 150-t-Ölschuten an das BWB ausgeliefert.

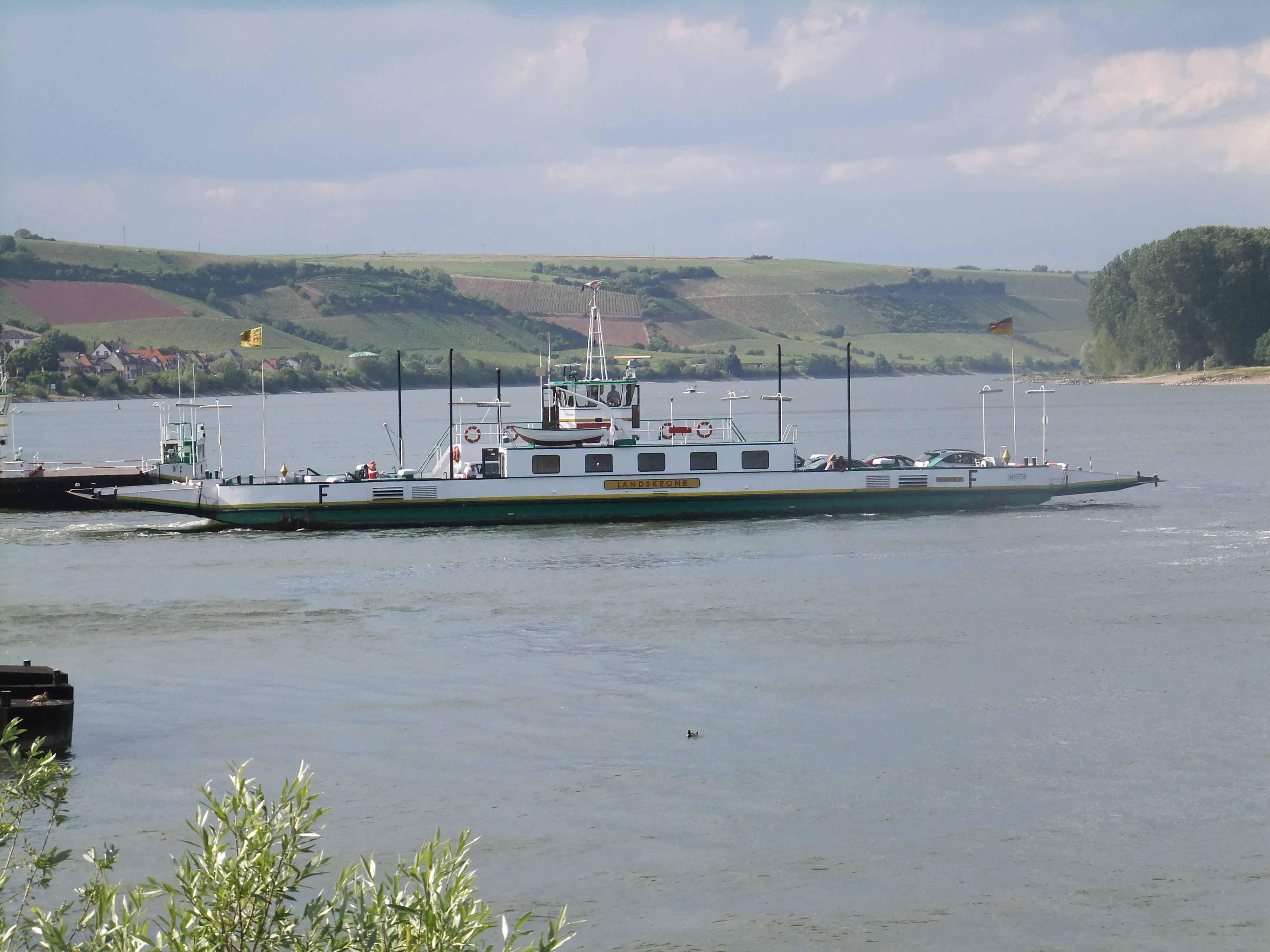
Rheinfähre Landskrone, Baujahr 1966
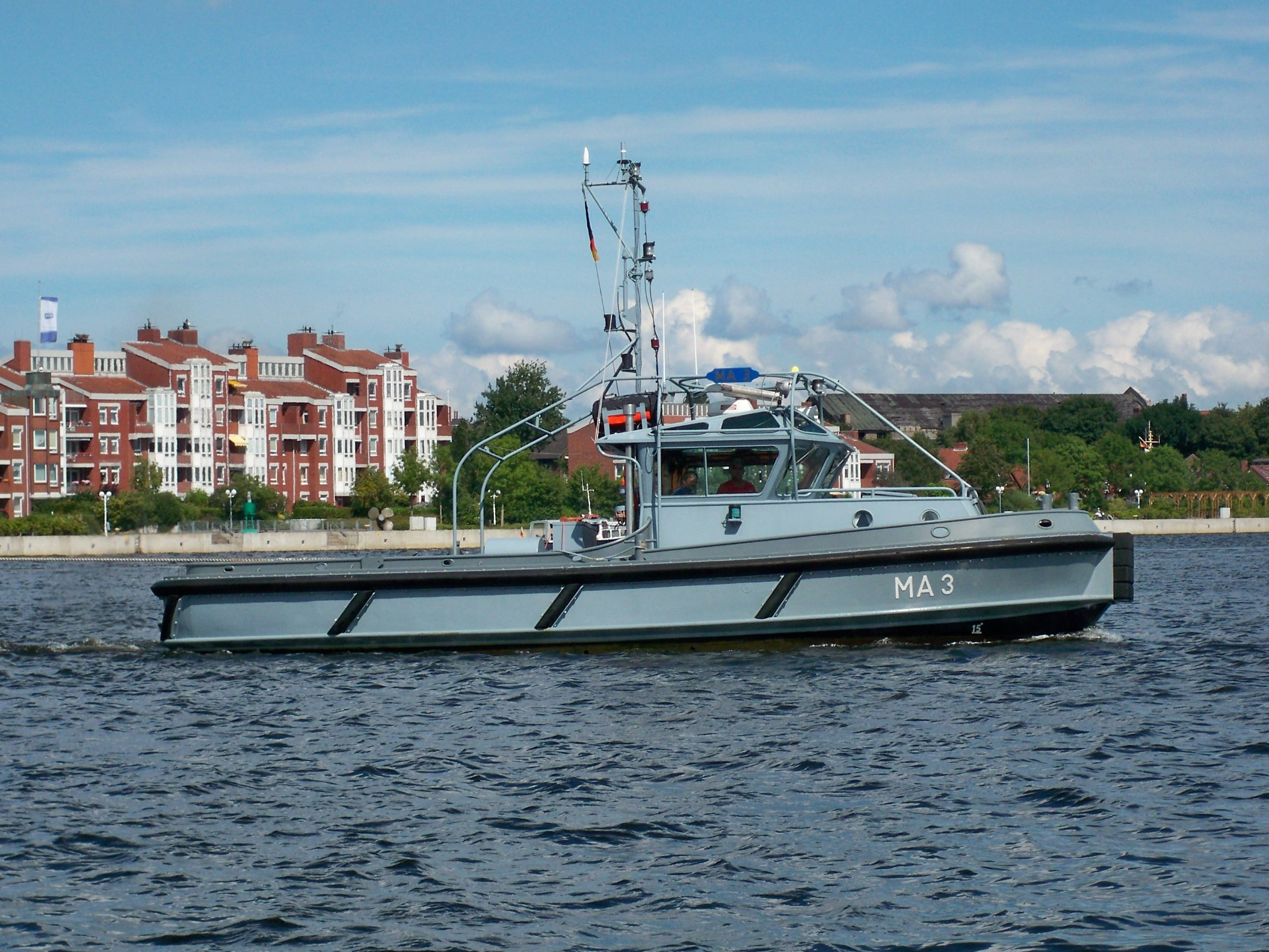
MA 3, eine von fünf Schleppbarkassen für das BWB, Baujahr 1985
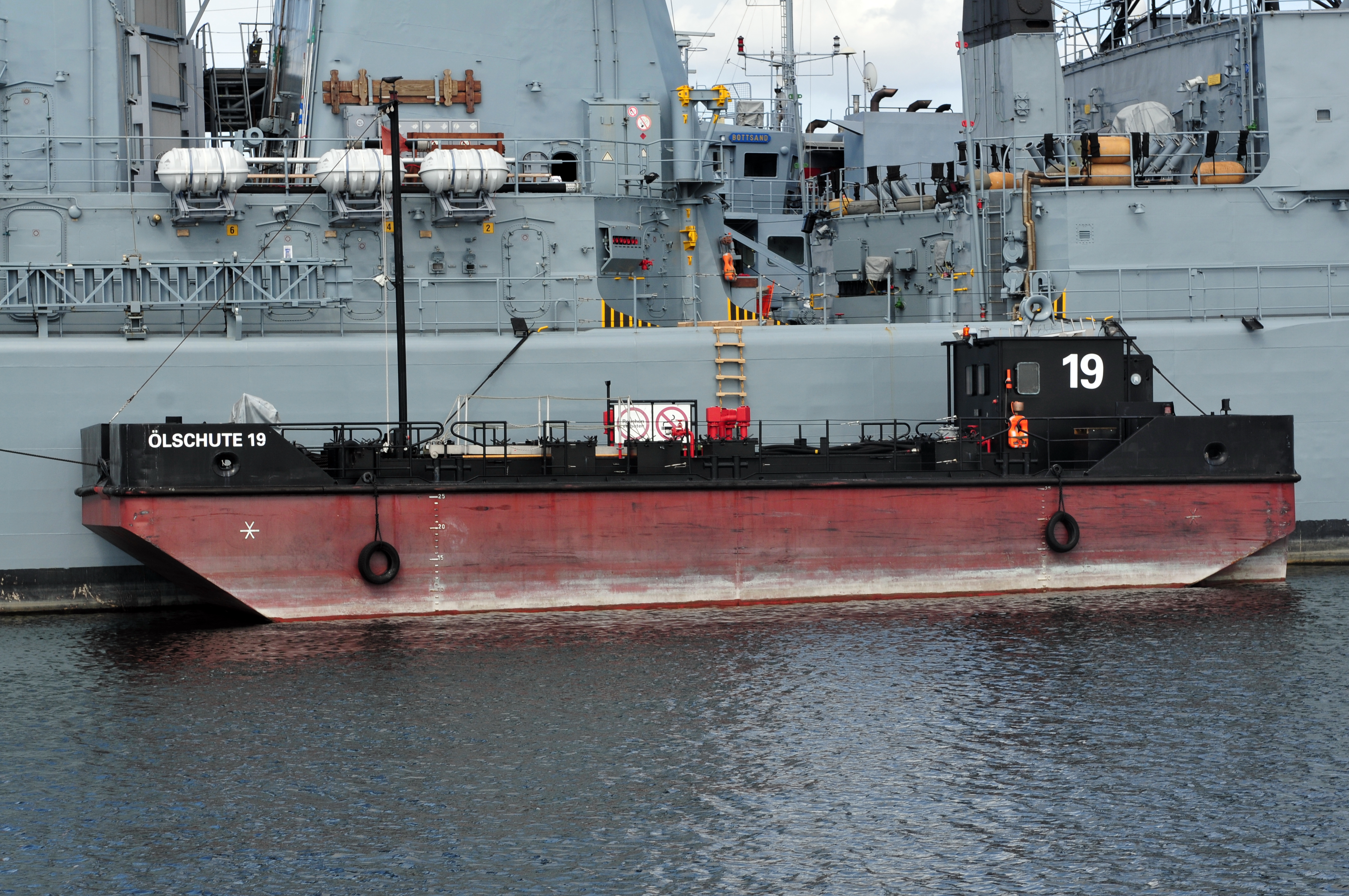
Ölschute 19, eine von zwölf Ölschuten für das BWB, Baujahr 1984–1987
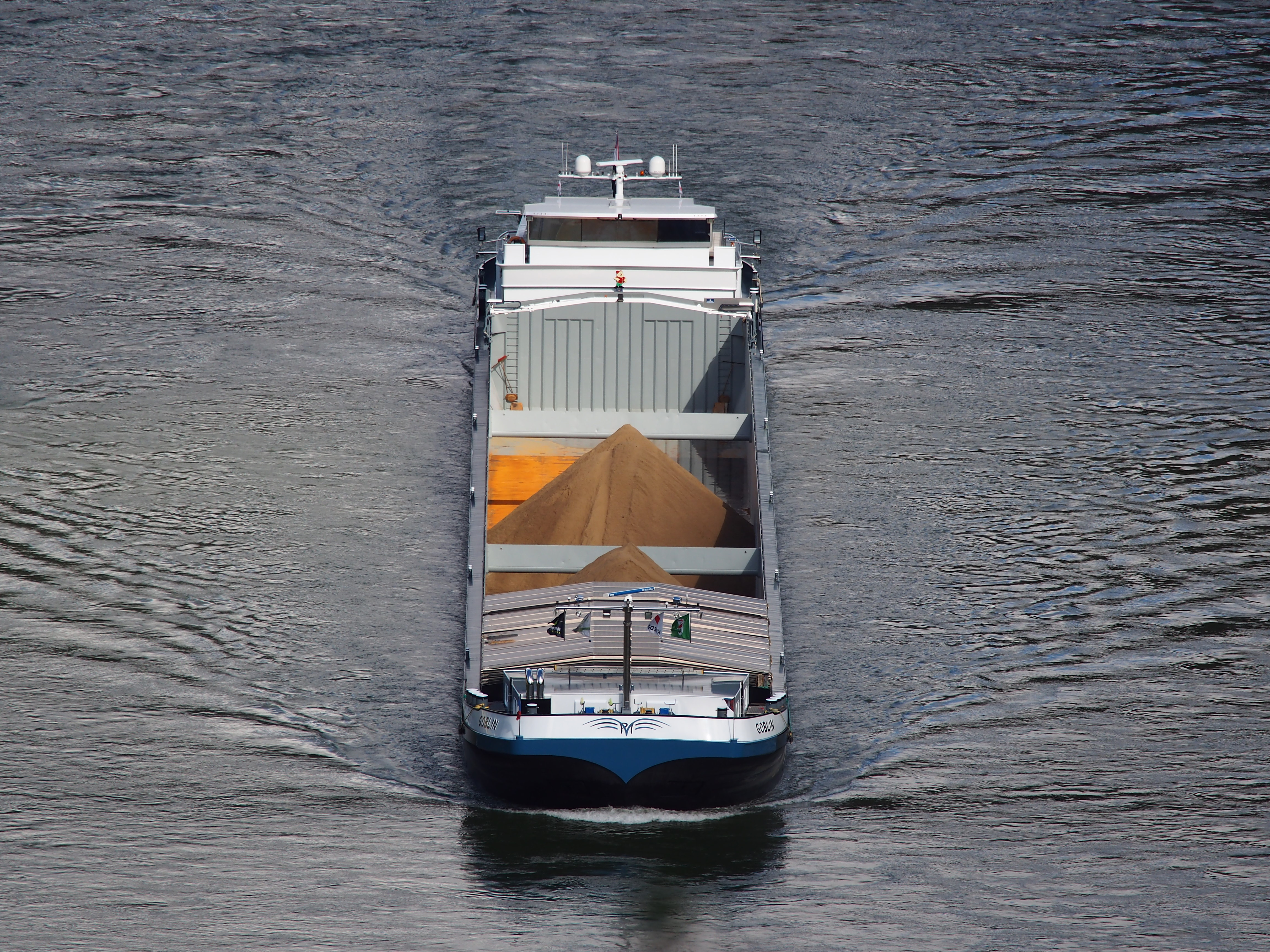
Goblin, dieselelektrisches Binnenschiff, Baujahr 2013